# Swangard Stadium
Swangard Stadium – wielofunkcyjny stadion w Burnaby, w prowincji Kolumbia Brytyjska, w Kanadzie. Został otwarty 26 kwietnia 1969 roku. Może pomieścić 5288 widzów. Nazwa obiektu pochodzi od nazwiska dziennikarza Erwina Swangarda, który zebrał na budowę areny blisko milion dolarów. W latach 1987–2010 na stadionie swoje spotkania rozgrywali piłkarze klubu Vancouver Whitecaps FC (w 2011 roku, po dołączeniu zespołu do MLS drużyna przeniosła się na BC Place Stadium w Vancouver). Obiekt był także jedną z aren piłkarskich Mistrzostw Świata U-19 kobiet 2002 oraz Mistrzostw Świata U-20 2007.